# Amtsgericht Zabrze

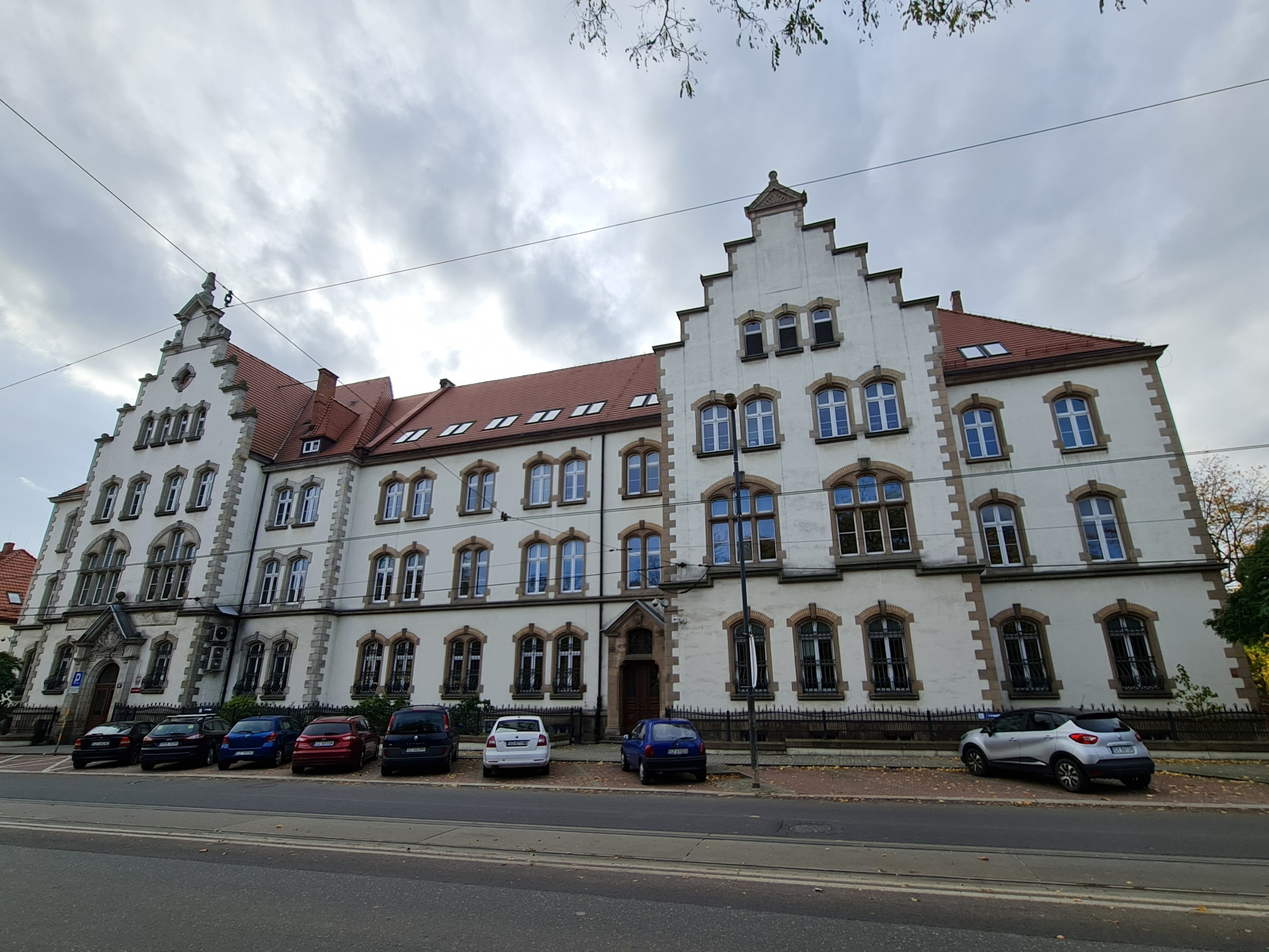
Ehem. Amtsgerichtsgebäude (2023)

Das Amtsgericht Zabrze (ab 1915: Amtsgericht Hindenburg) war ein preußisches Amtsgericht mit Sitz in Zabrze.

## Geschichte
Das königlich preußische Amtsgericht Zabrze wurde mit Wirkung zum 1. Oktober 1879 als eines von sechs Amtsgerichten im Bezirk des Landgerichtes Gleiwitz im Bezirk des Oberlandesgerichtes Breslau gebildet. Der Sitz des Gerichtes war Zabrze. Sein Gerichtsbezirk umfasste den Kreis Zabrze. Am Gericht bestanden 1880 fünf Richterstellen. Das Amtsgericht war damit ein großes Amtsgericht im Landgerichtsbezirk. Zum 1. April 1941 wurde der Landgerichtsbezirk Neisse mit seinen Amtsgerichten dem neugeschaffenen Oberlandesgericht Kattowitz zugeschlagen.
Im Jahre 1945 wurde der Amtsgerichtsbezirk unter polnische Verwaltung gestellt, und die deutschen Einwohner wurden vertrieben. Damit endete auch die Geschichte des Amtsgerichtes Zabrze. Unter polnischer Verwaltung entstand das Sąd Rejonowy w Zabrzu (1950–1975: Sąd Powiatowy w Zabrzu).